# José Cevallos
Pour les articles homonymes, voir Cevallos.
José Francisco Cevallos (né le 17 avril 1971 à Ancon) est un ancien footballeur équatorien. 
Il était le gardien de but de l'équipe d'Équateur qui a disputé la coupe du monde 2002.
Il reste le gardien le plus capé en équipe d'Équateur avec 83 sélections entre 1994 et 2005. 
Son fils José Cevallos Enríquez et son frère aîné Alex Cevallos ont également poursuivi des carrières de footballeurs professionnels.

## Carrière

### En club
- 1989 : Molinera
- 1990-2005 : Barcelona Guayaquil
- 2005 : Once Caldas
- 2005-2006 : Barcelona Guayaquil
- 2007 : Deportivo Azogues
- 2008-2011 : LDU Quito

### En équipe nationale
- 83 sélections en équipe nationale depuis 1994

En juin 2002, le sélectionneur Hernán Darío Gómez annonce que José Cevallos est retenu dans la liste des 23 joueurs pour jouer la Coupe du monde 2002 au Japon.

## Statistiques

### En sélection nationale
| Saison                | Sélection             | Phases finales        | Phases finales | Phases finales | Éliminatoires CDM | Éliminatoires CDM | Matchs amicaux | Matchs amicaux | Gold Cup 2002 | Gold Cup 2002 | Total | Total |
| Saison                | Sélection             | Compétition           | M              | B              | M                 | B                 | M              | B              | M             | B             | M     | B     |
| --------------------- | --------------------- | --------------------- | -------------- | -------------- | ----------------- | ----------------- | -------------- | -------------- | ------------- | ------------- | ----- | ----- |
| 1994                  | Équateur              | -                     | -              | -              | -                 | -                 | 1              | 0              | -             | -             | 1     | 0     |
| 1995                  | Équateur              | Copa América 1995     | 0              | 0              | -                 | -                 | 6              | 0              | -             | -             | 6     | 0     |
| 1996                  | Équateur              | -                     | -              | -              | -                 | -                 | 4              | 0              | -             | -             | 4     | 0     |
| 1997                  | Équateur              | Copa América 1997     | 2              | 0              | 4                 | 0                 | 2              | 0              | -             | -             | 8     | 0     |
| 1999                  | Équateur              | Copa América 1999     | 3              | 0              | -                 | -                 | 11             | 0              | -             | -             | 14    | 0     |
| 2000                  | Équateur              | -                     | -              | -              | 9                 | 0                 | 3              | 0              | -             | -             | 12    | 0     |
| 2001                  | Équateur              | Copa América 2001     | 1              | 0              | 7                 | 0                 | 1              | 0              | -             | -             | 9     | 0     |
| 2002                  | Équateur              | Coupe du monde 2002   | 3              | 0              | -                 | -                 | 6              | 0              | 2             | 0             | 11    | 0     |
| 2003                  | Équateur              | -                     | -              | -              | 4                 | 0                 | 4              | 0              | -             | -             | 8     | 0     |
| 2004                  | Équateur              | Copa América 2004     | -              | -              | 1                 | 0                 | 1              | 0              | -             | -             | 2     | 0     |
| 2005                  | Équateur              | -                     | -              | -              | -                 | -                 | 1              | 0              | -             | -             | 1     | 0     |
| 2008                  | Équateur              | -                     | -              | -              | 5                 | 0                 | 1              | 0              | -             | -             | 6     | 0     |
| 2009                  | Équateur              | -                     | -              | -              | 3                 | 0                 | 2              | 0              | -             | -             | 5     | 0     |
| Total sur la carrière | Total sur la carrière | Total sur la carrière | 9              | 0              | 33                | 0                 | 43             | 0              | 2             | 0             | 87    | 0     |

## Carrière politique
Le 24 mai 2011, le président équatorien, Rafael Correa, a nommé le gardien de but ministre des sports avec comme mission de faire appliquer la nouvelle loi des Sports.